# Terminalia argyrophylla
Terminalia argyrophylla är en tvåhjärtbladig växtart som beskrevs av Pott. och Prain. Terminalia argyrophylla ingår i släktet Terminalia och familjen Combretaceae. Inga underarter finns listade i Catalogue of Life.